# Steve Mazzaro
Steve Mazzaro (Mentor, Ohio, 1987) est un compositeur de musique de film américain.
Mazzaro est né à Mentor, dans l'Ohio, et a commencé à composer de la musique à l'âge de 13 ans. Il a déménagé à Los Angeles à l'âge de 18 ans avec l'objectif de devenir compositeur de films professionnel. Il a passé ses premières années à composer de la musique principalement pour des jeux informatiques et des courts métrages, tout en travaillant avec Silva Screen Productions, basé à Londres, jusqu'à ce qu'il attire l'attention du compositeur Hans Zimmer. Il lui a proposé un emploi chez Remote Control Productions, la société de Zimmer. En tant que compositeur principal, Mazzaro a composé sa première bande originale Du plomb dans la tête en 2012.

## Filmographie
| Année | Titre                                           | Commentaires                                      |
| ----- | ----------------------------------------------- | ------------------------------------------------- |
| 2012  | Du plomb dans la tête                           |                                                   |
| 2014  | The Amazing Spider-Man : Le Destin d'un héros   | avec Hans Zimmer dans le rôle des Six Magnifiques |
| 2017  | Baby Boss                                       | avec Hans Zimmer                                  |
| 2018  | Glacière                                        |                                                   |
| 2020  | Le Rythme de la vengeance                       |                                                   |
| 2020  | Bob l'éponge, le film : Éponge en eaux troubles | avec Hans Zimmer                                  |
| 2021  | Baby boss 2 : une affaire de famille            | avec Hans Zimmer                                  |
| 2021  | Army of Thieves                                 | avec Hans Zimmer                                  |
| 2024  | Kung Fu Panda 4                                 | avec Hans Zimmer                                  |

## Autres productions

### Séries télévisées
| Année | Titre       | Commentaires     |
| ----- | ----------- | ---------------- |
| 2022  | The Calling | avec Hans Zimmer |

### Documentaires
| Année | Titre                             | Commentaires |
| ----- | --------------------------------- | ------------ |
| 2022  | The Volcano: Rescue from Whakaari |              |

### Courts métrages
| Année | Titre      | Commentaires |
| ----- | ---------- | ------------ |
| 2006  | The Seance |              |
| 2022  | Aves       |              |

### Musique supplémentaire
En tant que compositeur supplémentaire.
| Jaar | Titel                                          | Opmerkingen                                       |
| ---- | ---------------------------------------------- | ------------------------------------------------- |
| 2008 | Jack Rio                                       | Pour Evan Evans                                   |
| 2008 | Skeletons in the Desert                        | Pour Evan Evans en Nick Norton Smith              |
| 2008 | The Poker Club                                 | Pour Evan Evans                                   |
| 2011 | Assassin's Creed: Revelations (computerspel)   | Pour Lorne Balfe et Jesper Kyd                    |
| 2012 | Assassin's Creed III (computerspel)            | Pour Lorne Balfe                                  |
| 2013 | Man of Steel                                   | Pour Hans Zimmer                                  |
| 2013 | The Lone Ranger                                | Pour Hans Zimmer                                  |
| 2014 | Son of God                                     | Pour Lorne Balfe et Hans Zimmer                   |
| 2015 | Chappie                                        | Pour Hans Zimmer                                  |
| 2016 | Batman v Superman: L'aube de la justice        | Pour Hans Zimmer et Junkie XL                     |
| 2016 | Tu ne tueras poins                             | Pour Rupert Gregson-Williams                      |
| 2016 | Inferno                                        | Pour Hans Zimmer                                  |
| 2017 | Pirates des Caraïbes : La vengeance de Salazar | Pour Geoff Zanelli                                |
| 2018 | Les Veuves                                     | Pour Hans Zimmer                                  |
| 2019 | X-Men: Dark Phoenix                            | Pour Hans Zimmer                                  |
| 2020 | Wonder Woman 1984                              | Pour Hans Zimmer                                  |
| 2021 | Space Jam: Nouvelle Ère                        | Pour Kris Bowers                                  |
| 2021 | Dune                                           | Pour Hans Zimmer                                  |
| 2021 | Mourir peut attendre                           | Pour Hans Zimmer                                  |
| 2022 | Top Gun: Maverick                              | Pour Harold Faltermeyer, Lady Gaga et Hans Zimmer |
| 2022 | Jerry and Marge Go Large                       | Pour Jake Monaco                                  |
| 2023 | The Creator                                    | Pour Hans Zimmer                                  |